# 甲斐洋充
甲斐 洋充（かい ひろみつ、1986年6月27日 - ）は、日本のラグビー選手。

## プロフィール
- 兵庫県出身[1]。
- ポジションはロック(LO)。
- 身長 188cm、体重 95kg
- 双子の弟の寛希もラグビー選手[2]（現・ヤクルトレビンズ）。

## 略歴
2005年、報徳学園高校卒業後、帝京大学に入る。
2009年、帝京大学卒業後、キヤノン（現・キヤノンイーグルス）に加入。
2013年、キヤノンイーグルスを退団した。